# Juriko Mijazakiová
Juriko Lily Mijazakiová (japonsky 宮崎百合子, Mijazaki Juriko, anglicky Yuriko Miyazaki, * 11. listopadu 1995 Tokio) je britská profesionální tenistka, která do března 2022 reprezentovala rodné Japonsko. Ve své dosavadní kariéře na okruhu WTA Tour nevyhrála žádný turnaj. V rámci okruhu ITF získala sedm titulů ve dvouhře a osm ve čtyřhře.
Na žebříčku WTA byla ve dvouhře nejvýše klasifikována v červenci 2024 na 132. místě a ve čtyřhře v témže měsíci na 184. místě. Trénuje ji Craig Veal.

## Soukromý život
Narodila se roku 1995 v japonské metropoli Tokiu do rodiny Akiky a Joičiho Mijazakiových. V pěti letech se s rodiči přestěhovala do Švýcarska, kde navštěvovala curyšskou mezinárodní základní školu, a v deseti letech pak do Londýna, kde se rodina trvale usadila. Střední školu absolvovala na dívčí Emanuel School a Coombe Girls’ School v surreyském New Maldenu. Do osmnácti let se připravovala v suttonské tenisové akademii.
V letech 2014–2019 vystudovala na Oklahomské univerzitě v Normanu bakalářský obor matematika a navazující magisterský management informačních technologií. V březnu 2022 získala britské občanství a ztratila to japonské v důsledku nepřípustnosti dvojitého občanství vyplývající z japonské legislativy.

## Tenisová kariéra
Na okruhu WTA Tour debutovala říjnovou čtyřhrou Transylvania Open 2021 v Kluži, v níž s Ruskou Anastasijí Gasanovovou vypadly v úvodním kole. Do klužské dvouhry ji nepustila Srbka Aleksandra Krunićová, jíž podlehla v kvalifikačním kole. Singl si tak poprvé zahrála na březnovém Lyon Open 2022 po kvalifikačních výhrách nad Grabherovou a Pattinamou Kerkhoveovou. Časnou porážku v lyonské dvouhře utržila od Maďarky Anny Bondárové z osmé světové desítky. První zápas vyhrála na travnatém Rothesay Open Nottingham 2022, kde zdolala Polku Magdalenu Fręchovou, než její cestu soutěží ukončila pozdější šampionka Beatriz Haddad Maiová z Brazílie.
V hlavní soutěži grandslamu debutovala v ženském singlu Wimbledonu 2022 po obdržení divoké karty. Z úvodní třísetové bitvy odešla poražena od čerstvé badhomburské vítězky Caroline Garciaové až po ztrátě tiebreaku v rozhodujícím setu. První grandslamovou výhru si připsala na US Open 2023, kde jako 199. hráčka žebříčku prošla tříkolovou kvalifikací i přes Slovenku Viktórii Hrunčákovou. V newyorské dvouhře pak porazila Margaritu Betovovou hrající pod žebříčkovou ochranou, než ji zastavila světová patnáctka Belinda Bencicová.

## Tituly na okruhu ITF
| Legenda         | Legenda         |
| --------------- | --------------- |
| Turnaje W100    | Turnaje W80     |
| Turnaje W75/W60 | Turnaje W50     |
| Turnaje W35/W25 | Turnaje W15/W10 |

### Dvouhra (7 titulů)
| Č. | datum         | turnaj                       | kategorie | povrch    | poražená finalistka  | výsledek           |
| -- | ------------- | ---------------------------- | --------- | --------- | -------------------- | ------------------ |
| 1. | prosinec 2019 | Monastir, Tunisko            | W15       | tvrdý     | Jana Karpovičová     | 6–0, 6–3           |
| 2. | březen 2020   | Jokohama, Japsko             | W25       | tvrdý     | Mai Hontamová        | 7–5, 5–7, 6–2      |
| 3. | březen 2021   | Šarm aš-Šajch, Egypt         | W15       | tvrdý     | Momoko Koboriová     | 6–2, 4–6, 6–3      |
| 4. | březen 2021   | Šarm aš-Šajch, Egypt         | W15       | tvrdý     | Matilda Mutavdzicová | 6–3, 6–3           |
| 5. | říjen 2022    | Glasgow, Spojené království  | W60       | tvrdý (h) | Heather Watsonová    | 5–7, 7–6(8–6), 6–2 |
| 6. | leden 2024    | Andrézieux-Bouthéon, Francie | W75       | tvrdý (h) | Jessika Ponchetová   | 3–6, 6–4, 6–1      |
| 7. | březen 2024   | Croissy-Beaubourg, Francie   | W75       | tvrdý (h) | Mona Barthelová      | 6–4, 7–5           |

### Čtyřhra (8 titulů)
| Č. | datum         | turnaj                         | kategorie | povrch    | spoluhráčka           | poražené finalistky                    | výsledek         |
| -- | ------------- | ------------------------------ | --------- | --------- | --------------------- | -------------------------------------- | ---------------- |
| 1. | červen 2017   | Guimarães, Portugalsko         | W15       | tvrdý     | Arianne Hartonová     | Maria Masiniová Olga Parres Azcoitiová | 7–5, 6–0         |
| 2. | listopad 2020 | Lousada, Portugalsko           | W15       | tvrdý     | Arianne Hartonová     | Rija Bátiová Inês Murtová              | 6–1, 5–7, [10–7] |
| 3. | březen 2021   | Šarm aš-Šajch, Egypt           | W15       | tvrdý     | Alicia Barnettová     | Ku Jon-u Raphaëlle Lacasseová          | 6–4, 6–1         |
| 4. | červen 2021   | Porto, Portugalsko             | W25       | tvrdý     | Arianne Hartonová     | Mana Ajukawová Akiko Omaeová           | 7–5, 6–2         |
| 5. | říjen 2021    | Florence, Spojené státy        | W25       | tvrdý     | Emily Appletonová     | Robin Andersonová Elysia Boltonová     | 6–3, 1–6, [10–8] |
| 6. | únor 2022     | Grenoble, Francie              | W60       | tvrdý (h) | Prarthana Thombareová | Alicia Barnettová Olivia Nichollsová   | 6–3, 6–3         |
| 7. | srpen 2023    | Roehampton, Spojené království | W25       | tvrdý     | Mariam Bolkvadzeová   | Talia Gibsonová Petra Huleová          | 7–5, 6–3         |
| 8. | říjen 2023    | Nantes, Francie                | W60       | tvrdý (h) | Ali Collinsová        | Emily Appletonová Isabelle Haverlagová | 7–6(4), 6–2      |